# أوقستو لوت
أوقستو لوت (بالإسبانية: Augusto Lotti) هو لاعب كرة قدم أرجنتيني، ولد في 10 يونيو 1996 في Salto, Buenos Aires ‏ في الأرجنتين. لعب مع نادي راسينغ.

## وصلات خارجية
- أوقستو لوت على موقع قاعدة بيانات كرة القدم.إي يو (الإنجليزية)
- أوقستو لوت على موقع Soccerway.com (الإنجليزية)